# Krystsina Tsimanouskaya
Krystsina Siarheyeuna Tsimanouskaïa (en biélorusse : Крысціна Сяргееўна Ціманоўская, en russe : Кристина Сергеевна Тимановская, Kristina Sergueïevna Timanovskaïa) née le 19 novembre 1996 à Klimavitchy, est une athlète biélorusse puis polonaise, spécialiste du sprint.

## Carrière
Elle remporte la médaille d’argent lors des Championnats d'Europe espoirs 2017 sur 100 mètres, exploit qu'elle réédite lors des Jeux européens de 2019, obtenant le même temps, 11 s 36, que la vainqueur Maja Mihalinec.
Le 11 juillet 2019, elle remporte la médaille d'or du 200 mètres à l'Universiade d'été de Naples en 23 s 00, devant les Allemandes Jessica-Bianca Wessolly (en) et Lisa-Marie Kwayie.
Présente aux Championnats d'Europe en salle 2021, elle est disqualifiée lors des séries du 60 mètres pour faux départ.

## Demande d'asile politique

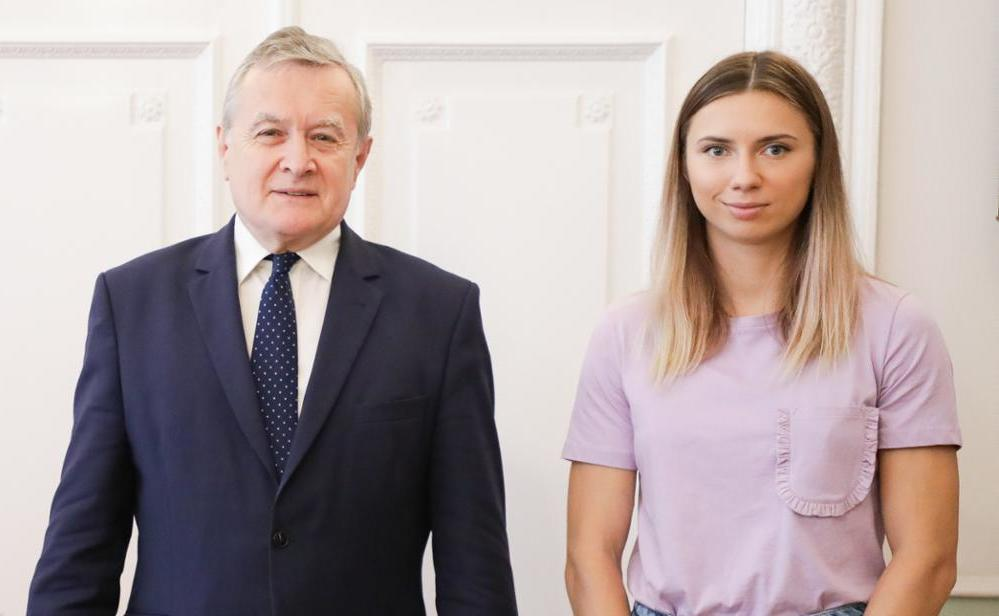
Krystsina Tsimanouskaya avec le vice-premier ministre polonais Piotr Gliński, peu après son arrivée en Pologne

Krystsina Tsimanouskaya avait fait partie des deux mille personnalités sportives ayant appelé à de nouvelles élections et à la libération de prisonniers politiques dans une lettre ouverte.
Le 1er août 2021, Krystsina Tsimanouskaya annonce qu'elle va être expulsée à Minsk contre son gré par des employés de l'équipe d'entraînement pendant son séjour aux Jeux olympiques d'été à Tokyo,. À l'aéroport de Tokyo, elle parvient à se tourner vers la police et déclare qu'elle ne veut pas retourner en Biélorussie. Avant l'incident, Krystsina Tsimanouskaïa avait publiquement critiqué ses entraîneursvia son compte Instagram. Ceux-ci voulaient la contraindre sans y avoir été préparée à remplacer au pied levé, dans une épreuve 4x400m, des athlètes disqualifiés. La disqualification était due à des contrôles antidopage insuffisants, une négligence de ses entraineurs dénoncée par l’athlète. Rapidement menacée d’un rapatriement immédiat au pays par les instances officielles biélorusses, Krystsina Tsimanouskaya obtient alors l’aide du CIO et une protection policière, alors qu’elle avait déjà été emmenée à l’aéroport de Tokyo-Haneda en vue d’un retour au pays.
Krystsina Tsimanouskaya craignait d’être emprisonnée dès son arrivée en Biélorussie. La version du comité olympique biélorusse, dirigé par Viktor Loukachenko, fils du président Alexandre Loukachenko, était que la sportive devait suspendre sa participation sur décision des médecins en raison de son état émotionnel et psychologique.
L’affaire fait grand bruit et plusieurs pays européens, dont la République tchèque et la Slovénie, lui proposent l'asile politique, avant que la Pologne lui accorde un visa humanitaire, après qu'elle s'est réfugiée deux nuits en son ambassade. Elle est par la suite envoyée en Pologne afin d’éviter une répression probable dans son pays d’origine. La dissidente et son mari ont décidé de rester en Pologne afin qu’elle y poursuive sa carrière sportive.
Par la suite deux entraineurs biélorusses (M. A. Shimak et Y. Malsevich) ont vu leur accréditations retirées par le CIO, le temps de clarifier leur rôle dans cette affaire.
En août 2022, elle obtient la nationalité polonaise.

## Palmarès
| Date | Compétition                       | Lieu       | Résultat | Epreuve   | Temps   |
| ---- | --------------------------------- | ---------- | -------- | --------- | ------- |
| 2015 | Championnats d'Europe juniors     | Eskilstuna | 6e       | 100 m     | 11 s 85 |
| 2017 | Championnats d'Europe espoirs     | Bydgoszcz  | 2e       | 100 m     | 11 s 54 |
| 2017 | Championnats d'Europe espoirs     | Bydgoszcz  | 4e       | 200 m     | 23 s 32 |
| 2019 | Championnats d'Europe en salle    | Glasgow    | 7e       | 60 m      | 7 s 26  |
| 2019 | Jeux européens                    | Minsk      | 2e       | 100 m     | 11 s 36 |
| 2019 | Universiade                       | Naples     | 6e       | 100 m     | 11 s 44 |
| 2019 | Universiade                       | Naples     | 1re      | 200 m     | 23 s 00 |
| 2019 | Championnats d'Europe par équipes | Sandnes    | 2e       | 200 m     | 23 s 81 |
| 2023 | Championnats du monde             | Budapest   | 5e       | 4 x 100 m | 42 s 66 |

## Records
| Épreuve | Épreuve   | Temps   | Lieu          | Date                            |
| ------- | --------- | ------- | ------------- | ------------------------------- |
| 60 m    | En salle  | 7 s 21  | Mogilev Minsk | 18 février 2017 18 janvier 2019 |
| 100 m   | Plein air | 11 s 04 | Minsk         | 11 juillet 2018                 |
| 200 m   | Plein air | 22 s 75 | Varsovie      | 9 juillet 2023                  |